# Gustavo Menezes
Gustavo Menezes (Coto de Caza, 19 de septiembre de 1994) es un piloto de automovilismo estadounidense.

## Carrera
Como la mayoría de los demás pilotos de carreras, Menezes comenzó su carrera en los karts a la edad de cinco años en el sur de California. Continuó compitiendo en karting hasta 2010, ganando dos campeones Supernacionales, cinco veces campeón nacional, cuatro veces campeón estatal y un campeón del Florida Winter Tour. En 2009, ganó la Beca Future Driver.
En 2010, Menezes hizo su debut en carreras de fórmula, donde condujo un fin de semana de carrera en el Pacific F2000. Con doce puntos terminó decimocuarto en el campeonato. En 2011 se cambió a tiempo completo a las carreras de fórmula, conduciendo en el Campeonato Star Mazda para el equipo Juncos Racing. Con un podio en Iowa Speedway, terminó octavo en el campeonato con 297 puntos. También condujo varias carreras en la Eurocopa de Fórmula Renault y Fórmula Renault 2.0 Alpes para el Interwetten.com Junior Team. En la Eurocopa, un decimoctavo puesto en el Circuit de Catalunya fue su mejor resultado, por lo que acabó 37º del campeonato sin puntuar. En los Alpes, un quinto puesto en Spa-Francorchamps fue su mejor resultado y acabó la temporada en el decimoctavo puesto con 68 puntos.
En 2012, Menezes continuó conduciendo en el Campeonato Star Mazda, pero se mudó al Team Pelfrey. Sin embargo, no pudo mejorar y con un mejor resultado de quinto en el Edmonton Indy, terminó noveno en el campeonato con 208 puntos. También participó en un fin de semana de carrera en la Eurocopa de Fórmula Renault 2.0 como piloto invitado en el Circuito Paul Ricard para el equipo Fortec Motorsports. Terminó estas carreras en los puestos 24 y 20.
En 2013, Menezes hizo su debut en la Fórmula 3 en el Campeonato de Alemania de Fórmula 3 para el equipo Van Amersfoort Racing. Con victorias en Lausitzring y Hockenheimring y otros seis podios, terminó cuarto en la clasificación del campeonato con 241 puntos por detrás de Marvin Kirchhöfer, Artiom Markélov y Emil Bernstorff. También terminó segundo en el campeonato de novatos detrás de Kirchhöfer. También participó en la carrera de Road Atlanta en la American Le Mans Series para el equipo RSR Racing con Bruno Junqueira y Duncan Ende como compañeros. Terminaron la carrera sextos en su clase y 29 en la carrera.
En 2014, Menezes permanecerá activo para Van Amersfoort, pero ahora conducirá en el Campeonato Europeo de Fórmula 3 de la FIA.